# Cremastus obliteratus
Cremastus obliteratus là một loài tò vò trong họ Ichneumonidae.